# Натријум-хидроксид
Натријум-хидроксид, такође познат као лужина и каустична сода, је неорганско једињење хемијске формуле NaOH. То је бело чврсто јонско једињење које се састоји од натријумских катјона Na+
 и хидроксидних анјона OH−
.
Натријум хидроксид је високо каустична база и алкалија која разлаже протеине на собној температури и може да узрокује озбиљне хемијске опекотине. Он је веома растворан у води, и са лакоћом апсорбује влагу и угљен-диоксид из ваздуха. Он формира серију хидрата H
2O. Монохидрат NaOH·H
2O се кристалише из водених раствора између 12,3 и 61,8  °C. Продајно доступни натријум хидроксид је обично заправо монохидрат, и објављени подаци се могу односити на њега, уместо на анхидратно једињење. Као један од најједноставнијих хидроксида, он се обично користи заједно са неутралном водом и киселом хлороводоничном киселином за демонстрирање pH скале студентима хемије.
Натријум хидроксид се користи у многим индустријама: у производњи пулпе и папира, текстила, воде за пиће, сапуна и детерџената, и као средство за чишћење сливника. Светска продукција 2004. године је била приближно 60 милиона тона, док је потражња била 51 милион тона.

## Добијање
Као хемикалија која се веома употребљава у индустрији, производи се у великим количинама. Може се добити на више начина:
1. дејством натријума на воду;
2. дејством кречног млека на раствор натријум-карбоната;
3. електролизом раствора натријум-хлорида.[16]

### Добијање дејством натријума на воду
За разлику од друге две, ова метода нема широку примену у индустрији, већ служи за лабораторијско добијање натријум-хидроксида и то у малим количинама. Овако добијен натријум-хидроксид је веома чист.

### Добијање дејством калцијум-хидроксида
Када се кува смеша натријум-карбоната и калцијум-хидроксида, добија се растворени натријум-хидроксид, док се калцијум-карбонат таложи:
{\displaystyle \mathrm {Na_{2}CO_{3}+Ca(OH)_{2}\longrightarrow 2\;NaOH+CaCO_{3}} }
Овај процес се назива каустификација.

### Добијање електролизом
Овај процес је најзаступљенији. Приликом електролизе кухињске соли дешавају се хемијске реакције које се могу приказати хемијским једначинама:
{\displaystyle \mathrm {NaCl\longrightarrow 2\;Na^{*}+Cl^{*}} }
{\displaystyle \mathrm {2Na+2H_{2}O\longrightarrow 2\;NaOH+H_{2}} }
{\displaystyle \mathrm {Cl^{*}+Cl^{*}\longrightarrow \;Cl_{2}} }

## Особине

### Физичка својства
То је бела кристална супстанца која брзо апсорбује влагу и угљен-диоксид из ваздуха. У води се лако раствара уз издвајање знатне количине топлоте, али се слабо раствара у алкохолу.

#### Хидрати
Натријум хидроксид може да формира неколико хидрата H
2O, што доводи до комплексног дијаграма растворљивости, који је детаљно описао С. У. Пикеринг 1893. године. Познати хидрати и приближни опсези температура и концентрација (масених процената NaOH) њихових засићених водених раствора су:
- Хептахидрат, NaOH·7H
2O: од −28  °C (18,8%) до −24  °C (22,2%).[19]
- Пентахидрат, NaOH·5H
2O: од −24  °C (22,2%) до −17,7 (24,8%).[19]
- Тетрахидрат, ·4H
2O, α форма: од −17,7 (24,8%) до +5,4  °C (32,5%).[19][20]
- Тетрахидрат, ·4H
2O, β форма: метастабилна.[19][20]
- Трихемихидрат, NaOH·3,5H
2O: од +5,4  °C (32,5%) до +15,38  °C (38,8%) и затим до +5,0  °C (45,7%).[19][13]
- Трихидрат, ·3H
2O: метастабилан.[19]
- Дихидрат, NaOH·2H
2O: од +5,0  °C (45,7%) до +12,3  °C (51%).[19][13]
- Монохидрат, ·H
2O: од +12,3  °C (51%) до 65,10  °C (69%) затим до 62,63  °C (73,1%).[19][21]

Рани извештаји су садржали референце о хидратима са n = 0,5 или n = 2/3, док каснија пажљива истраживања нису успела до потврде његово постојање.
Једини хидрати са стабилним тачкама топљења су NaOH·H
2O (65,10  °C) и ·3,5H
2O (15,38  °C). Други хидрати, изузев метастабилних NaOH·3H
2O и NaOH 4H
2O (β) се могу кристалисати из раствора одговарајућег састава, као што је наведено горе. Међутим, раствори NaOH се могу лако суперохладити за много степени, што омогућава формирање хидрата (укључујући метастабилне) из раствора са различитим концентрацијама. На пример, кад се раствор NaOH и воде са 1:2 молским односом (52,6% NaOH по маси) охлади, монохидрат нормално почиње да се кристалише (на око 22  °C) пре дихидрата. Међутим, раствор се може лако суперохладити до -15  °C, након чега се може брзо кристалисати као дихидрат. При загревању, чврсти дихидрат се може директно отопити у раствор на 13,35  °C; међутим, кад једном температуре премаши 12,58  °C он се обично разлаже у чврсти монохидрат и течни раствор. Чак и n = 3,5 хидрат је тешко кристалисати, јер се раствор суперохлади у тој мери да други хидрати постају стабилнији.
Раствор у топлој води који садржи 73,1% (масено) NaOH је еутектички, те очвршћава на око 62,63  °C као једна интиматна мешавина анхидрованих и монохидратних кристала. Друга стабилна еутектичка композиција је 45,4% (масених) NaOH, која очвршћава на око 4,9  °C у смешу кристала дихирата и 3,5-хидрата. Трећа стабилна еутектичка композиција има 18,4% (масених) NaOH. Она се очвршћава на око −28,7  °C као смеша воденог леда и хептахидрата NaOH·7H
2O. Кад се раствори са мање од 18,4% NaOH хладе, водени лед се прво кристалише, остављајући NaOH у раствору.
α форма тетрахидрата има густину од 1,33 g/cm3. Она се конгруентно топи на 7,55  °C у течност са 35,7% NaOH која има густину 1,392 g/cm3, и стога плива плива на њој као лед на води. Међутим, на око 4,9  °C он се може уместо тога инконгурентно отопити у смешу чврстог NaOH·3.5H
2O и течног раствора. β форма тетрахидрата је метастабилна, и често се спонтано трансформише у α форму кад се охлади испод −20  °C. Кад је једном иницирана, егзотермна трансформација се комплетира за неколико минута, уз повећање од 6,5% у запремини течности. β форма се може кристалисати из суперохлађених раствора на −26  °C, и делимично отопити на −1,83  °C.
Продајни натријум хидроксид је обично монохидрат (густина 1,829 g/cm3). Физички подаци у техничкој литератури се могу односити на ову форму, уместо на анхидратно једињење.

### Хемијска својства
Водени раствор је љигав, корозиван и натријум-хидроксид је у том раствору веома дисосован што је све својство јаке алкалије. У складу са тим, мења боју лакмуса у плаво, као што мења боје и других индикатора, а са киселинама реагује градећи соли. Такође реагује и са растворима металних соли, изузев соли алкалних метала, градећи соли натријума, на пример:
{\displaystyle \mathrm {FeCl_{3}+3NaOH\longrightarrow \;Fe(OH)_{3}+3NaCl} }
Са тим да се у реакцији са амон-солима ослобађа амонијак (гас), вероватно због непостојаности амон-хидроксида. Уколико се раствор држи у стојници са брушеним стакленим затварачем, после неког времена неће бити могуће отворити ту стојницу јер супстанца лако везује угљен-диоксид из ваздуха и прави кристале на затварачу. Да би се таква ситуација спречила, користе се гумени затварачи, чија је флексибилност боља. 
Растопљени натријум-хидроксид делује на метале, са тим да на никл и сребро слабо делује. На пример:
{\displaystyle \mathrm {2NaOH+Zn\longrightarrow \;Na_{2}ZnO_{2}+H_{2}} }
Делује и на неметале:
{\displaystyle \mathrm {3NaOH+4P+3H_{2}O\longrightarrow \;PH_{3}+3NaH_{2}PO_{2}} }
Лако делује и на стакло и порцелан, чак и његов водени раствор.

## Употреба
Има вишеструку употребу: за бељење и бојење, при рафинацији уља, у производњи сапуна, хартије, боја (ализарина на пример) и вештачке свиле, за пречишћавање боксита, а у облику натрон-креча употребљава се у квантитативној анализи за апсорпцију угљен-диоксида. Користи се у комбинацији са другим хемикалијама за скидање фото-лака при кућној изради штампаних плоча у електроници, након што је плоча била подвргнута UV осветљавању.